# Oreogeton
Oreogeton Schiner, 1860, è un genere di insetti dell'ordine dei Ditteri (Brachycera: Muscomorpha). Inquadrato nella superfamiglia degli Empidoidea, comprende 36 specie distribuite prevalentemente nelle regioni temperate dei due emisferi.

## Descrizione
Il capo è oloptico nei maschi e dicoptico nelle femmine ed ha faccia concava. Le antenne hanno Glossario entomologico#scapo e pedicello della stessa grandezza e rivestiti da setole; lo stilo è biarticolato e inserito in posizione apicale sul terzo antennomero. L'apparato boccale è di tipo pungente-succhiante. Labbro superiore esile, diritto e arrotondato all'apice, provvisto di lame epifaringeali all'apice del lato ventrale. Mascelle con lacinie stilettiformi e palpi lunghi, composti da un solo articolo e ricurvi verso l'alto. Labbro inferiore terminante con due labelli provvisti di numerose pseudotrachee.
Il torace presenta un caratteristico sclerite trasversale nella regione ventrale anteriore, carattere ricorrente solo nei Dolicopodidi e in alcuni empididi della sottofamiglia Clinocerinae. Il laterotergite è setoloso e il mesonoto è provvisto di setole acrosticali distinte dalle dorsocentrali e allineate su più serie longitudinali. Le zampe sono indifferenziate, presentano un pettine di setole all'apice delle tibie anteriori e posteriori, tarsi con segmenti sottili. Le ali presentano una lunga e robusta setola alla base del margine costale, sono provviste di pterostigma in corrispondenza della terminazione di R1, lobo anale prominente, alula poco sviluppata.

Schema della nervatura alare
Nervature longitudinali: C: costa; Sc: subcosta; R: radio; M: media; Cu: cubito; A: anale.
Nervature trasversali: h: omerale; r-m: radio-mediale; m-cu: medio-cubitale.
Cellule: d: discale; br: 1ª basale; bm: 2ª basale; cup: cellula cup.

La nervatura alare presenta caratteri tipicamente primitivi. La costa si estende sull'intero margine e la subcosta è completa e raggiunge il margine costale. La radio si suddivide in quattro rami, con presenza della biforcazione R4+5, e la media in tre. La cubito devia bruscamente convergendo sulla base dell'anale. Il tratto comune A1+CuA è completo e raggiunge il margine.  La morfologia delle cellule è quella ricorrente nella maggior parte degli Empidoidei primitivi: la cellula discale è ben sviluppata e presente, le basali sono ben sviluppate ma confinate nella metà prossimale, la cup è bene evidente ma di ridotto sviluppo, più breve della seconda basale.
L'addome è di forma cilindrico-oblunga, affusolato all'estremità caudale nelle femmine e con ipopigio non ruotato nei maschi.

## Biologia
Sulla biologia larvale, le informazioni più importanti si devono a Sommerman (1962), il quale osservò le larve di due specie di Oreogeton, in Alaska, in attività predatoria a spese di larve di Simulidi. Questi predatori avrebbero un ruolo significativo nel controllo naturale della dinamica di popolazione dei Nematoceri, in quanto sembra che uccidano più prede di quante ne necessitino per alimentarsi.

## Sistematica
Analogamente ad altri empidoidei primitivi, caratterizzati di una particolare specificità morfologica, la collocazione tassonomica di Oreogeton è incerta e controversa. L'inquadramento storico di questo genere contempla l'inserimento nella famiglia degli Empididae e la maggior parte degli Autori attribuiva il genere alla sottofamiglia degli Empidinae. Questa collocazione si riscontra sia nei vecchi schemi su base morfologica sia nei primi approcci con la classificazione filogenetica.
Una significativa classificazione si deve a Chvála (1976), che definì, nell'ambito degli Empididae, la sottofamiglia Oreogetoninae, includendovi alcuni generi primitivi, fra cui anche Oreogeton. Questo inquadramento sistematico è ancora oggi adottato in numerose fonti, non essendoci schemi tassonomici alternativi che diano al genere una precisa collocazione nell'albero degli Empidoidea. Il limite di questo inquadramento risiede nella probabile natura polifiletica degli Oreogetoninae sensu Chvála, sostenuta in particolare da Sinclair & Cumming (2000, 2006). Questi ultimi e gli Autori che concordano con il carattere polifiletico degli Oreogetoninae distinguono diversi empidoidei primitivi dagli Empididae, senza tuttavia trovare una collocazione tassonomica definita. In particolare, Sinclair & Cumming definiscono il genere Oreogeton come incertae sedis nell'ambito della superfamiglia degli Empidoidea. Va citato anche l'inquadramento nell'ambito di una famiglia propria, con il nome Oreogetonidae, riportato dal BioSystematic Database of World Diptera e dai cataloghi tassonomici che ad esso fanno riferimento. L'aggiornamento della versione Web dell'Australasian and Oceanian Diptera Catalog di Evenhuis, riporta anch'esso l'inquadramento al rango di famiglia, con alcuni evidenti errori di trascrizione, in quanto nel testo viene mantenuta la denominazione Oreogetoninae, incompatibile con le convenzioni di nomenclatura zoologica; il catalogo online del Bishop Museum, inoltre, include nella famiglia Oreogetonidae anche il genere Hydropeza, considerato da tutte le altre fonti nella famiglia degli Empididae. In ogni modo, in letteratura non ci sono riferimenti ad una definizione formale della famiglia Oreogetonidae, perciò, a rigore, sono valide l'attribuzione come incertae sedis fra gli Empidoidea o il mantenimento nella sottofamiglia Oreogetoninae nell'ambito degli Empididae.
Incongruenze si rilevano anche nella composizione del genere. Sinclair & Cumming (2006) citano il genere Oreogeton come composto da sole 12 specie a distribuzione oloartica, mentre il BDWD segnala come valide 36 specie. Le 24 specie non considerate da Sinclair & Cumming sono tutte distribuite nell'emisfero australe e sono in gran parte descritte da Philippi, a metà dell'Ottocento, e da Collin, fra il 1928 e il 1933:
- Oreogeton anomalipennis Smith, 1962
- Oreogeton apertus Collin, 1933
- Oreogeton basalis (Loew, 1856)
- Oreogeton bicolor Bigot, 1889
- Oreogeton bilineatus Collin, 1933
- Oreogeton biumbratus Collin, 1933
- Oreogeton capnoterus Melander, 1927
- Oreogeton clausus Collin, 1933
- Oreogeton congruens Collin, 1933
- Oreogeton creper Collin, 1933
- Oreogeton cymballista Melander, 1927
- Oreogeton frontalis Saigusa, 1963
- Oreogeton fuscus Philippi, 1865
- Oreogeton gracilipes (White, 1916)
- Oreogeton heterogamus Melander, 1927
- Oreogeton leptideus Philippi, 1865
- Oreogeton maculipennis Collin, 1928
- Oreogeton mediocris Collin, 1933

- Oreogeton mitrephorus Melander, 1927
- Oreogeton nigricornis Philippi, 1865
- Oreogeton nippon Saigusa, 1963
- Oreogeton obscurus (Loew, 1864)
- Oreogeton pterostigma Collin, 1933
- Oreogeton pudens Collin, 1933
- Oreogeton rostratus Collin, 1928
- Oreogeton rufus (Loew, 1864)
- Oreogeton scopifer (Coquillett, 1900)
- Oreogeton stigmaticus Philippi, 1865
- Oreogeton tenuipes Collin, 1933
- Oreogeton testaceus Philippi, 1865
- Oreogeton tibialis Saigusa, 1965
- Oreogeton undulatus Collin, 1928
- Oreogeton unica (Walker, 1837)
- Oreogeton versabilis Collin, 1933
- Oreogeton versicolor Collin, 1933
- Oreogeton xanthus Melander, 1945

## Distribuzione
Il genere Oreogeton ha un'ampia distribuzione ed è rappresentato in quasi tutte le regioni zoogeografiche ad eccezione della regione afrotropicale, dell'Indomalesia e dell'Antartide. La maggiore concentrazione si ha nella regione neotropicale, con 19 specie: O. anomalipennis, O. apertus, O. bicolor, O. bilineatus, O. biumbratus, O. clausus, O. congruens, O. creper, O. fuscus, O. leptideus, O. mediocris, O. nigricornis, O. pterostigma, O. pudens, O. stigmaticus, O. tenuipes, O. testaceus, O. versabilis, O. versicolor. Nel Nordamerica sono segnalate altre otto specie (O. capnoterus, O. cymballista, O. heterogamus, O. mitrephorus, O. obscurus, O. rufus, O. scopifer, O. xanthus). Nel Paleartico sono segnalate cinque specie (O. frontalis, O. nippon, O. tibialis, O. basalis, O. unica), di cui tre in Giappone e due in Europa. Le restanti quattro hanno distribuzione australasiana, con tre specie in Nuova Zelanda (O. maculipennis, O. rostratus, O. undulatus) e una in Tasmania (O. gracilipes).
In merito all'Europa, il BDWD cita le specie O. basalis e O. unica. L'esistenza di due specie europee è tuttavia incerta a causa di alcune incongruenze presenti nella banca dati. Fauna Europaea segnala l'esistenza del solo Oreogeton basalis, diffuso nell'Europa centrale, mentre non riporta alcuna informazione in merito a Oreogeton unica; il BDWD riporta invece anche l'esistenza di una specie denominata Oreogeton unica, descritta da Walker (1837) e ritrovata nell'Isola di Wight. I riferimenti a questa specie sono scarsi e per lo più si riscontrano in cataloghi che probabilmente attingono come fonte al BDWD, ma a rendere dubbia l'esistenza di Oreogeton unica sarebbe un'incongruenza presente nel database: secondo tale fonte, il nome Oreogeton unica deriverebbe da una ridenominazione di Rhagas unica, indicato come sinonimo errato; lo stesso database riporta il nome del genere Rhagas come non valido, a causa di una ingiustificata correzione da parte di Agassiz (1846), e va attribuito come sinonimo errato di Ragas. L'incongruenza risiede nel fatto che il BDWD riporta l'esistenza della specie Ragas unica (Diptera: Empididae) facendo riferimento alla stessa descrizione di Walker (1837) sull'esemplare dell'Isola di Wight. A differenza di Oreogeton unica, l'esistenza di Rhagas unica trova un più ampio riscontro in letteratura e la stessa specie, con questa denominazione, è segnalata da Fauna Europaea e da Chvála.
In Italia, infine, non sono segnalate specie attribuite al genere Oreogeton.